# Дубровка (Торопецкий район)
Дубро́вка — деревня в Торопецком районе Тверской области. Входит в состав Скворцовского сельского поселения.

## Этимология
Предположительно, название деревни происходит от слова «дуброво» в значении «дубовый лес, дубрава». Основа оформлена уменьшительным суффиксом -к- , продуктивным в топонимии.

## География
Деревня расположена в 27 км (по автодороге — 31 км) к юго-западу от районного центра Торопец. Ближайший населённый пункт — деревня Буй.
Климат
Деревня, как и весь район, относится к умеренному поясу северного полушария и находится в области переходного климата от океанического к материковому. Лето с температурным режимом +15…+20 °С (днём +20…+25 °С), зима умеренно-морозная −10…−15 °С; при вторжении арктических воздушных масс до −30…-40 °С.
Среднегодовая скорость ветра 3,5—4,2 метра в секунду.

## Население
| 2010 |
| ---- |
| 0    |

Население по переписи 2002 года — 4 человека.
Национальный состав
Согласно результатам переписи 2002 года, в национальной структуре населения русские составляли 100 % от жителей.